# Чупово
Чупово — деревня в Кичменгско-Городецком районе Вологодской области России. Входит в состав Кичменгского сельского поселения, с точки зрения административно-территориального деления — в Пыжугский сельсовет. Население по данным переписи 2002 года — 25 человек (10 мужчин, 15 женщин). Всё население — русские.

## География
Расстояние до районного центра Кичменгского Городка по автодороге составляет 12 км. Ближайшие населённые пункты — Нива, Сергеево, Югский.

## Население
| 2010 |
| ---- |
| 9    |

## Известные жители
В Чупово родился Кельсий Фёдорович Петряшев (1926 — 2001) — деятель советской военной разведки, вице-адмирал (1984), заместитель начальника ГРУ ГШ ВС СССР (1987—1989).